# 第三次性徴期、大塚くん!
『第三次性徴期、大塚くん!』（だいさんじせいちょうき、おおつかくん）は、君塚力による日本の漫画作品。スクウェア・エニックスのウェブコミック配信サイト『ガンガンONLINE』2013年7月11日更新分から2015年2月12日更新分まで毎月第2・第4週更新で連載された。

## 登場人物
大塚 剛（おおつか つよし）

村瀬 結衣（むらせ ゆい）

三好（みよし）

桜井（さくらい）

## 単行本
1. 2014年3月22日 ISBN 978-4-7575-4251-8
2. 2014年9月22日 ISBN 978-4-7575-4416-1
3. 2015年4月22日 ISBN 978-4-7575-4586-1
4. 2015年4月22日 ISBN 978-4-7575-4615-8